# Komaranapura, Yelandur
Komaranapura là một làng thuộc tehsil Yelandur, huyện Chamarajanagar, bang Karnataka, Ấn Độ.